# Drassodes angulus
Espèce
Drassodes angulus est une espèce d'araignées aranéomorphes de la famille des Gnaphosidae.

## Distribution
Cette espèce se rencontre aux États-Unis en Californie et au Canada en Colombie-Britannique,.

## Description
Les mâles mesurent 9,42 mm en moyenne et les femelles 8,92 mm. 

## Publication originale
- Platnick & Shadab, 1976 : A revision of the spider genera Drassodes and Tivodrassus (Araneae, Gnaphosidae) in North America. American Museum novitates, no 2593, p. 1-29 (texte intégral).